# Đông Hải, quận Lê Chân
Đông Hải là một phường thuộc quận Lê Chân, thành phố Hải Phòng, Việt Nam.

## Địa lý
Phường Đông Hải có diện tích 0,41 km², dân số năm 2022 là 14.629 người, mật độ dân số đạt 35.680 người/km².

## Lịch sử
Ngày 15 tháng 1 năm 1981, UBND TP. Hải Phòng ban hành Quyết định số 83/QĐ-UBND về việc thành lập phường Đông Hải thuộc quận Lê Chân.
Ngày 20 tháng 7 năm 2022, HĐND TP. Hải Phòng ban hành Nghị quyết số 26/NQ-HĐND về việc:
- Thành lập tổ dân phố số 1 trên cơ sở tổ dân phố số 21 và tổ dân phố số 22.
- Thành lập tổ dân phố số 2 trên cơ sở tổ dân phố số 20 và một phần của tổ dân phố số 19.
- Thành lập tổ dân phố số 3 trên cơ sở 2 tổ dân phố: số 16, số 18 và một phần của tổ dân phố số 17.
- Thành lập tổ dân phố số 4 trên cơ sở 2 tổ dân phố: số 14, số 15, một phần của tổ dân phố số 13, một phần của tổ dân phố số 17, một phần của tổ dân phố số 19.
- Thành lập tổ dân phố số 5 trên cơ sở tổ dân phố số 11 và tổ dân phố số 12.
- Thành lập tổ dân phố số 6 trên cơ sở 2 tổ dân phố: số 9, số 10 và một phần của tổ dân phố số 13.
- Thành lập tổ dân phố số 7 trên cơ sở 3 tổ dân phố: số 1, số 2, số 8.
- Thành lập tổ dân phố số 8 trên cơ sở 3 tổ dân phố: số 5, số 6, số 7.
- Thành lập tổ dân phố số 9 trên cơ sở tổ dân phố số 3 và tổ dân phố số 4.

## Xã hội
- Trường Tiểu học Tân Trào
- Đình Đông.

## Giao thông
- Phố Hàng Kênh
- Phố Chợ Hàng
- Phố Đình Đông.